# البوذية في فيتنام
تتبع البوذية في فيتنام (بالفيتنامية: Đạo Phật or Phật Giáo)، التي يمارسها الفيتناميون الأصليون، بصورة رئيسية لمذهب الماهايانا. ربما دخلت البوذية أولاً إلى فيتنام في وقت مبكر من القرن الثالث أو الثاني قبل الميلاد من شبه القارة الهندية أو من الصين في القرن الأول أو الثاني الميلادي. قد كان للبوذية الفييتنامية علاقة تآزرية مع بعض عناصر الطاوية، الروحانية الصينية، والدين الشعبي الفيتنامي.

## التاريخ

### فترة عصر فجر السلالات
هناك نظريات متضاربة حول ما إذا كانت البوذية قد وصلت إلى فيتنام لأول مرة من خلال وفود من الهند خلال القرن الثالث أو الثاني قبل الميلاد، أو من الصين خلال القرن الأول أو الثاني. وفي كلتا الحالتين، وبحلول نهاية القرن الثاني الميلادي، تطورت فيتنام إلى مركز ماهايانا البوذي الإقليمي الرئيسي الذي يركز على لوي لاو في محافظة باك ننه الحديثة، شمال شرق العاصمة الحالية هانوي. كانت لوي لاو عاصمة منطقة هان في جياوزهي  وكانت مكانًا شهيرًا زاره العديد من الرهبان البوذيين الهنود في طريقهم إلى الصين. وقد اتبع الرهبان طريق التجارة البحرية من شبه القارة الهندية إلى الصين الذي يستخدمه التجار الهنود. هناك تُرجم عدد من «السوتراس» وهي النصوص الدينية الماهايانية، و«الآجاما» وهي مجموعة من النصوص البوذية المبكرة، إلى الصينية الكلاسيكية. بما في ذلك «سوترا من اثنين وأربعين فصلاً» والتأمل البوذي «أناباناساتي».
وكانت جياوزهي، هي مسقط رأس المبشر البوذي كانغ سينجوي الذي كان من أصل سوقدي.
على مدى القرون الثمانية عشر، شاركت فيتنام والصين في العديد من السمات المشتركة للتراث الثقافي والفلسفي والديني. وقد كان هذا بسبب القرب الجغرافي من بعضها البعض، وقد جرى ضم فيتنام مرتين من قبل الصين. وهكذا وبشكل عام ترتبط البوذية الفيتنامية بالبوذية الصينية، وتعكس إلى حد ما تشكيل البوذية الصينية بعد سلالة سونغ الحاكمة. من ناحية أخرى، دُمجت البوذية التيرافادية عن طريق ضم شعب الخمير وأقاليمهم إلى الجنوب.
وفي عهد سلالة دان (968-980)، اعترفت الدولة بالبوذية باعتبارها مذهبًا رسميًا (971)، ما يعكس التقدير الكبير للعقيدة البوذية التي يعتنقها الملوك الفيتناميين. ومُنح كذلك نفس الاعتراف للكنيسة البوذية في حكم سلالة ليه المبكرة (980-1009). يُعزى نمو البوذية خلال هذا الوقت إلى تجنيد الرهبان المثقفين في المحكمة، لأن الدولة المستقلة حديثًا كانت بحاجة إلى أساس إيديولوجي لبناء الدولة. لاحقًا، جرى التنازل عن هذا الدور للكونفوشيوسية.
وصلت البوذية الفيتنامية إلى أوج قوتها خلال حكم سلالة لي (1009-1225) بداية من المؤسس لي ثاي تو، الذي كان قد نشأ في الباغودا (المبنى الديني الذي تمارس فيه طقوس الديانة البوذية). خلال حكم سلالة لي، اعتنق جميع الملوك البوذية واعتمدوا عليها باعتبارها دين الدولة. وقد استمر هذا مع حكم سلالة تران (1225-1400) ولكن كان على البوذية أن تتقاسم هذه المرحلة مع النمو الناشئ للكونفوشية.
بحلول القرن الخامس عشر، وفي أثناء حكم أسرة ليه اللاحقة، كانت قد سقطت البوذية لصالح المحكمة على الرغم من أنها لا تزال تحظى بشعبية لدى الجماهير. هاجمها مسؤولون من أمثال ليه كوات، على أنه بدعة واستهتار. حتى القرن التاسع عشر، استعادت البوذية بعضًا من مكانتها في عهد سلالة نجوين، الذين قدموا الدعم الملكي.
ظهرت حركة إحياء البوذية (جان هونج فات زاو) في عشرينيات القرن العشرين، وفي محاولة لإصلاح وتعزيز البوذية المؤسسية، التي تراجعت بسبب انتشار المسيحية ونمو الديانات الأخرى في ظل الحكم الفرنسي. استمرت هذه الحركة حتى الخمسينيات.

### الفترة الجمهورية
من عام 1954 إلى عام 1975، جرى تقسيم فيتنام إلى شمال وجنوب فيتنام. في بلد قدرت فيه مسوحات التكوين الديني أن الغالبية البوذية تتراوح بين 50 و 70 بالمئة تقريبًا، أدت سياسات الرئيس نغو دينه ديم إلى ادعاءات بالتحيز الديني. بصفته عضوًا في الأقلية الفيتنامية الكاثوليكية فقد انتهج سياسات مؤيدة للكاثوليك، والتي تثير عداء العديد من البوذيين.
في مايو 1963، وفي وسط مدينة هوي، حيث كان رئيس الأساقفة هو الأخ الأكبر لنو دن ثو، مُنِع البوذيون من عرض الأعلام البوذية خلال احتفالات «فيساك» أو «يوم بوذا»  ولكن قبل بضعة أيام، سُمح للكاثوليك برفع الأعلام الدينية في احتفال تكريم رئيس الأساقفة الجديد. وقد أدى ذلك إلى احتجاج واسع النطاق ضد الحكومة. وأُرسلت القوات إلى هناك وقُتل تسعة مدنيين في أثناء تلك المواجهات. وقد أدى ذلك إلى مسيرات حاشدة ضد حكومة ديم، والتي وصفت بأنها أزمة بوذية. وقد بلغت هذه الصراعات ذروتها بعد تضحية تتش كوان دك بنفسه. فضّل «نو دين يو»، الشقيق لأصغر للرئيس ديم، التكتيكات المسلحة القوية والقوات الخاصة لجيش جمهورية فيتنام، للمشاركة في سلسلة غارات معبد زالوي، ما أسفر عن مقتل المئات.[بحاجة لمصدر] وبسبب الغضب العام؛ سحبت الحكومة الأمريكية دعمها للنظام. وخُلع الرئيس ديم وقُتل في انقلاب عام 1963.
وقد نمت القوة السياسية للبوذيين في الستينيات مع انعقاد مختلف المدارس والأوامر لتشكيل الكنيسة البوذية الموحدة في فيتنام. وكان زعماء الكنيسة مثل ثيتش تي كوانج من ذوي النفوذ الكبير في السياسة الوطنية، وفي بعض الأحيان كان هؤلاء الزعماء يتحدون الحكومة.
مع سقوط سايجون في عام 1975، أصبحت الأمة كلها تحت الحكم الشيوعي؛ ولم تشجع الكثير من الممارسات الدينية بما فيها البوذية. وفي الشمال أنشأت الحكومة «بوذي سانغا المتحدة في فيتنام»، واختارت رجال الدين للعمل تحت رعاية الحكومة ولكن في الجنوب، لا يزال «بوذي سانغا الموحدة في فيتنام» يسيطرون ويتحدون الحكومة الشيوعية علناً. وهكذا اعتُقلت وسُجنت قيادة «سانغا»؛ وجرى الاستيلاء على ممتلكاتهم وتجريم «السانغا» نفسها. وقد حلت محلها «بوذي سانغا في فيتنام» التي تأسست حديثاً، والتي صممت باعتبارها الاتحاد النهائي بين كل المنظمات البوذية، وأصبحت حينها تحت سيطرة الدولة الكاملة.

### الفترة الحديثة
بدأت معاملة البوذيين في التراجع منذ دوي ماي (الاسم الذي أعطي للإصلاحات الاقتصادية في فيتنام) عام 1986.
ومنذ ذلك الحين، سمحت العديد من الإصلاحات بممارسة البوذية دون عوائق نسبية من قبل الأفراد. ومع ذلك لا يسمح لأي منظمة سانغا بالعمل بشكل مستقل عن الدولة. لم تعترف الحكومة رسمياً بـ «بوذية الأرض الطاهرة»، وهي أكثر أنواع البوذية انتشاراً في فيتنام، إذ جرى الاعتراف بها رسميًا كدين من قبل الحكومة. وثيش كوانغ دو، بطريرك بوذي سانغا الموحدة، الذي كان مسجوناً ذات يوم، بقي تحت المراقبة وقُيّدت رحلاته.
اليوم، يوجد البوذيون في جميع أنحاء فيتنام، من الشمال إلى الجنوب. فالبوذية هي أكبر دين منظم في فيتنام، وهناك ما بين 12.2 و 16.4 ٪ من السكان الذين يعتبرون أنفسهم بوذيين. يجادل البعض بأن العدد أعلى من التقارير، فقد أعلن الكثيرون أنهم ملحدون، لكنهم ما زالوا يشاركون في الأنشطة البوذية.
من هذه الناحية، وعلى الرغم من أن الحزب الشيوعي الفيتنامي يشجع الإلحاد رسمياً، فإنه عادة ما يميل لصالح البوذية، حيث ترتبط البوذية بتاريخ فيتنام الطويل والعميق، ونادراً ما كانت هناك خلافات بين البوذيين والحكومة. وأيضًا، تعتبر الحكومة الشيوعية البوذية رمزًا للوطنية الفيتنامية. إذ يجري الترويج للمهرجانات البوذية رسميًا من قبل الحكومة وبقيود قليلة، على عكس نظرائها المسيحيين والمسلمين وغيرهم من الأديان.
في الآونة الأخيرة، سمح النظام الشيوعي في فيتنام لشخصيات بوذية كبرى بدخول البلاد. ومن بين هذه الشخصيات ثيت نات هانه، وهو شخصية بوذية كبيرة يقدس في فيتنام والعالم. ومن أجل أن تنأى بنفسها عن زميلتها الشيوعية الصين، تسمح حكومة فيتنام بنشر كتب وقصص الدالاي لاما الرابع عشر، والذي تربطه صداقة شخصية مع ثيت نات هانه، وعادة ما كانوا ينتقدون النظام الصيني بعد اضطرابات التبت عام 2008، والتي اعتُبرت محاولة لاستعداء الحكومة الصينية والصين ككل، إذ تعتبر بكين الدالاي لاما إرهابيًا.

### ما وراء البحار
في عام 1975 في نهاية حرب فيتنام، وبعد سقوط فيتنام الجنوبية إلى الشيوعية، ظهرت أول طائفة بوذية رئيسية في أمريكا الشمالية. ومنذ ذلك الوقت، نمت الجالية البوذية الفيتنامية في أمريكا الشمالية إلى نحو 160 معبدًا ومركزًا. فالتبشير ليس من الأولويات.
من أشهر ممارسي التأمل الفيتنامي في الغرب هو ثيت نات هانه، الذي ألّف عشرات الكتب وأسس دير قرية بلوم في فرنسا مع زميلته المرشدة الروحية والبيكويو (راهبة بوذية) شان خونغ. وفقًا لنغوين وباربر، فإن شهرة ثيت نات هانه في العالم الغربي كمدافع عن البوذية المتفاعلة وأسلوب ثيت الجديد (ليس له أي تقارب أو أي أساس في الممارسات البوذية الفيتنامية التقليدية). ووفقًا لألكسندر سوسي (2007)، فإن أسلوبه في أتباع طائفة زِنْ البوذية لا يعكس البوذية الفيتنامية الفعلية. غالبًا ما يروي ثيت نات هانه عن ممارساته المبكرة في فيتنام في محادثات دارما قائلاً إنه استمر وطور هذه الممارسة في الغرب، والتي لها نكهة ثيان (تأمل) فيتنامية مميزة.[بحاجة لمصدر]
بدأت تعاليم البوذية التي قدمها ثيت نات هانه بالعودة إلى فيتنام، حيث يتشكل المشهد البوذي هناك من خلال البوذية الفيتنامية والغربية مجتمعة والتي تركز بشكل أكبر على الممارسات التأملية.

## الممارسة
يمارس الأتباع في فيتنام تقاليد مختلفة دون أي مشكلة أو إحساس بالتناقض. يُعرّف عدد قليل من البوذيين الفيتناميين أنفسهم على أنهم فئة محددة من الدين البوذي. على سبيل المثال، يمكن للمسيحي أن يحدد هويته أو هويتها من خلال اتباع طائفة. وعلى الرغم من أن البوذية الفيتنامية لا تتمتع ببنية مركزية قوية، إلا أن هذه الممارسة متشابهة في كافة أنحاء البلاد في أي معبد تقريبًا.
إن اكتساب الجدارة هو الممارسة الأكثر شيوعاً وأهمية في البوذية الفيتنامية مع الاعتقاد بأن الخلاص يتم بمساعدة «بوذا» و«البوذاسَف». وعادة ما يهتف الرهبان البوذيون بالسوترا، ويتلون أسماء البوذيين (لا سيما أميتابها)، ويقومون بالتوبة والصلاة من أجل الولادة من جديد في أرض نقية.
اللوتس سوترا والأميتابا سوترا هما السوترا الأكثر استخدامًا؛ فمعظم السوترا والنصوص الدينية مكتوبة بالصينية الكلاسيكية وتجري تلاوتها فقط مع النطق الصيني-الزيني، ما يجعلها غير مفهومة لمعظم الممارسين.
تُمارس ثلاث خدمات بانتظام عند الفجر والظهيرة والغسق. وهي تشمل قراءة السوترا بتلاوة نيم فيت (تلاوة اسم بوذا) وتلاوة الظهراني وكينه هانه (التأمل في المشي). ينضم الأشخاص العاديون أحيانًا إلى الخدمات في المعبد، ويمارس بعض البوذيين المتدينين الخدمات في المنزل. تُنفّذ الخدمات خاصة مثل سام نجوين/ سام هوي (الاعتراف/ التوبة) يوم القمر الكامل والقمر الجديد من كل شهر. ممارسة تلاوة نيم فيت هي إحدى طرق إعادة التوبة وتنقية الكرما (العمل أو الفعل) السيئ.
تؤدي المعابد البوذية أيضًا دورًا مهمًا في طقوس الموت والجنازات بين الفيتناميين في الخارج.

## وصلات خارجية
- Phật Học Online